# Otwór owalny (czaszka)

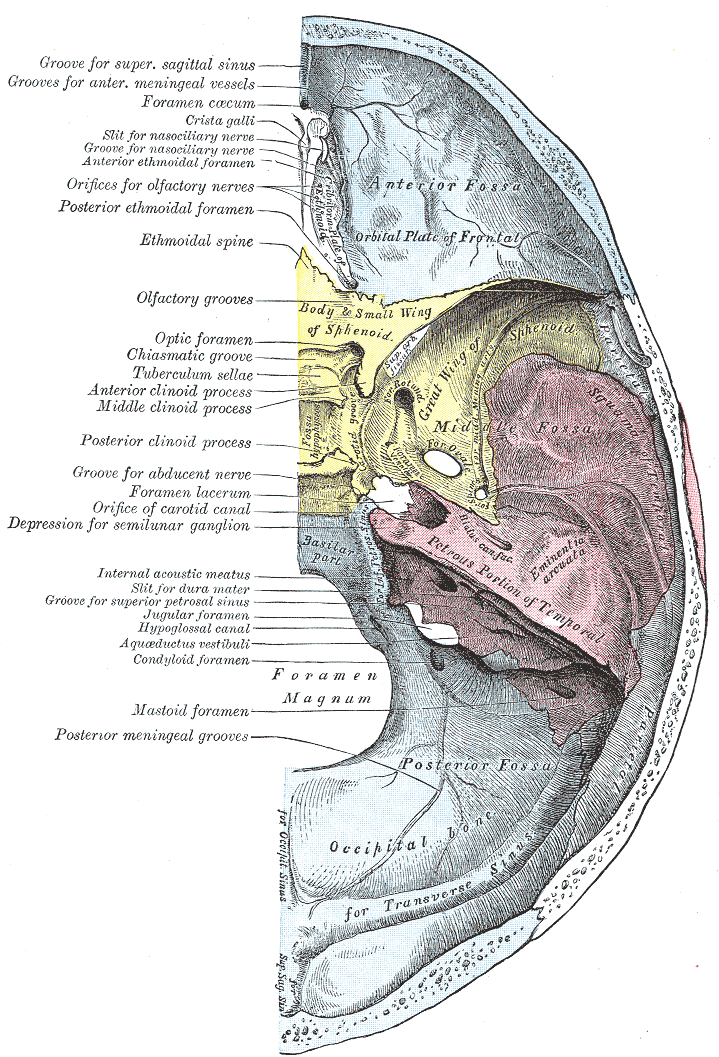
Podstawa czaszki, widok od mózgowia. Otwór owalny położony w kości klinowej (kolor żółty) widoczny w środkowej części rysunku, podpisany For. ovale.

Otwór owalny (łac. foramen ovale) – w anatomii człowieka otwór w dole środkowym czaszki. Położony jest w skrzydle większym kości klinowej nieco do tyłu i do boku od otworu okrągłego, a do przodu i przyśrodkowo od otworu kolcowego. Jest większy od obydwu wymienionych otworów. Łączy dół środkowy czaszki z dołem podskroniowym. Zawiera nerw żuchwowy (V3) – trzecią gałąź nerwu trójdzielnego.
Wokół otworu owalnego znajduje się skupisko naczyń żylnych tworzące splot. Jest to splot żylny otworu owalnego (łac. plexus venosus foraminis ovalis). Stanowi on jedno z połączeń pomiędzy układem żylnym wewnątrzczaszkowym a układem żylnym zewnątrzczaszkowym, łącząc zatokę jamistą ze splotem żylnym skrzydłowym.